# Oligonychus digitatus
Oligonychus digitatus är en spindeldjursart som beskrevs av Davis 1966. Oligonychus digitatus ingår i släktet Oligonychus och familjen Tetranychidae. Inga underarter finns listade i Catalogue of Life.